# Jean Hardouin

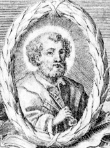

Jean Hardouin, född 1646, död 3 september 1729, var en fransk jesuit.
Hardouin författade ett flertal om stor lärdom vittnande verk, bland vilka kan nämnas Nummi antiqui (1684), en upplaga av Plinius den äldres naturalhistoria (1685) och Collectio conciliorum (1715). Hardouin visade en, även för den tiden, förvånande brist på kritik och litterärt omdöme, vilken bland annat ledde honom att förklara Aeneiden som ett verk av medeltida munkar.